# チャガルチ駅
チャガルチ駅（チャガルチえき）は、大韓民国釜山広域市中区にある、釜山交通公社1号線の駅。駅番号は110。
「チャガルチ」（자갈치）は砂利・小石を意味する。固有語なので漢字表記を持たないが、駅名の中国語表記は音訳で「札嘎其」（zhágāqí、ヂャーガーチー）としている。

## 駅構造
相対式ホーム2面2線を有する地下駅。フルスクリーンタイプのホームドアが設置されている。
改札口は2ヶ所あるが、両方とも上下ホーム別々に設置されており改札内でのホーム間の移動はできない。化粧室は改札外にある。出入口は9箇所に設けられている。

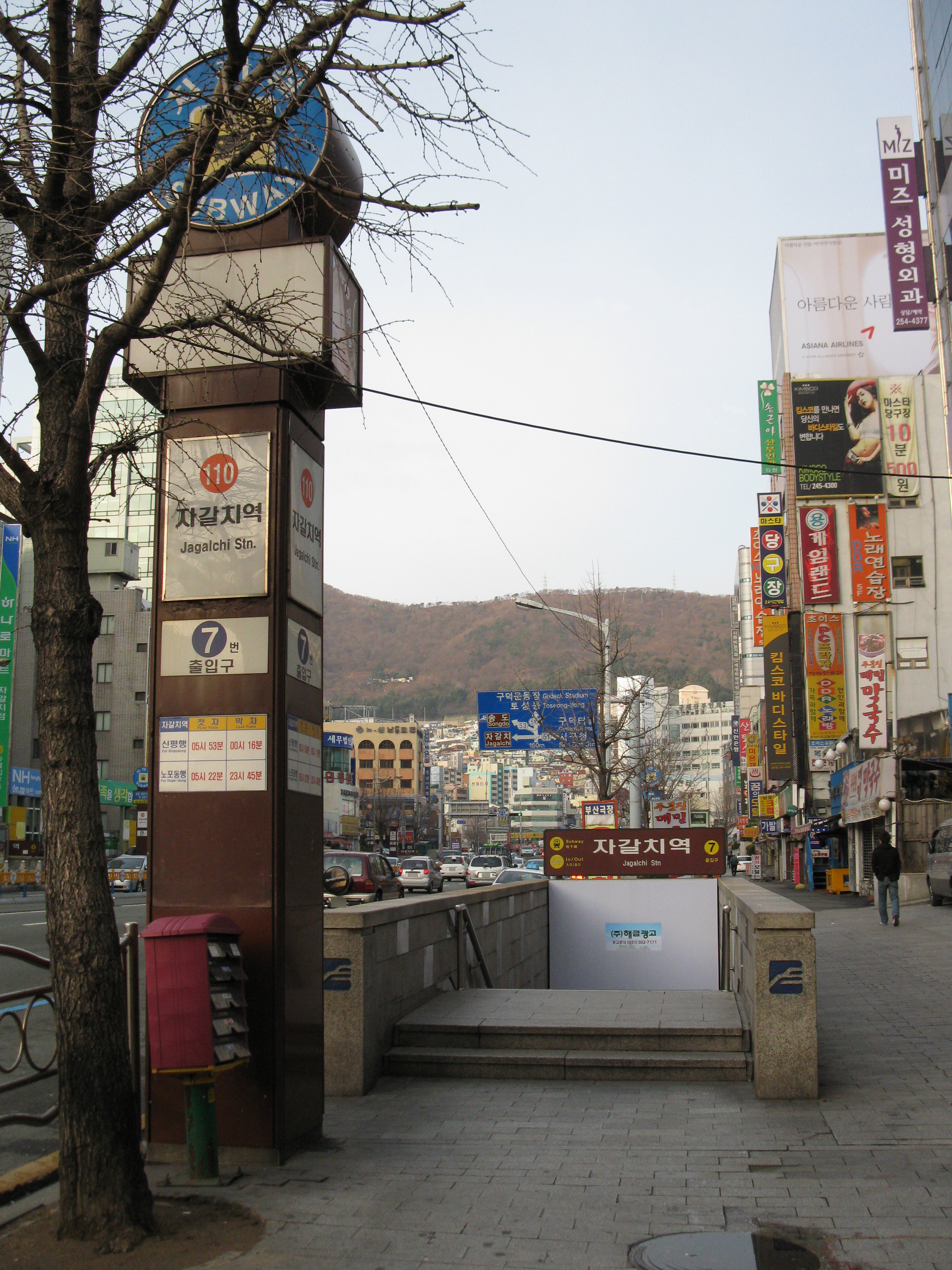
7番出入口（2009年2月）
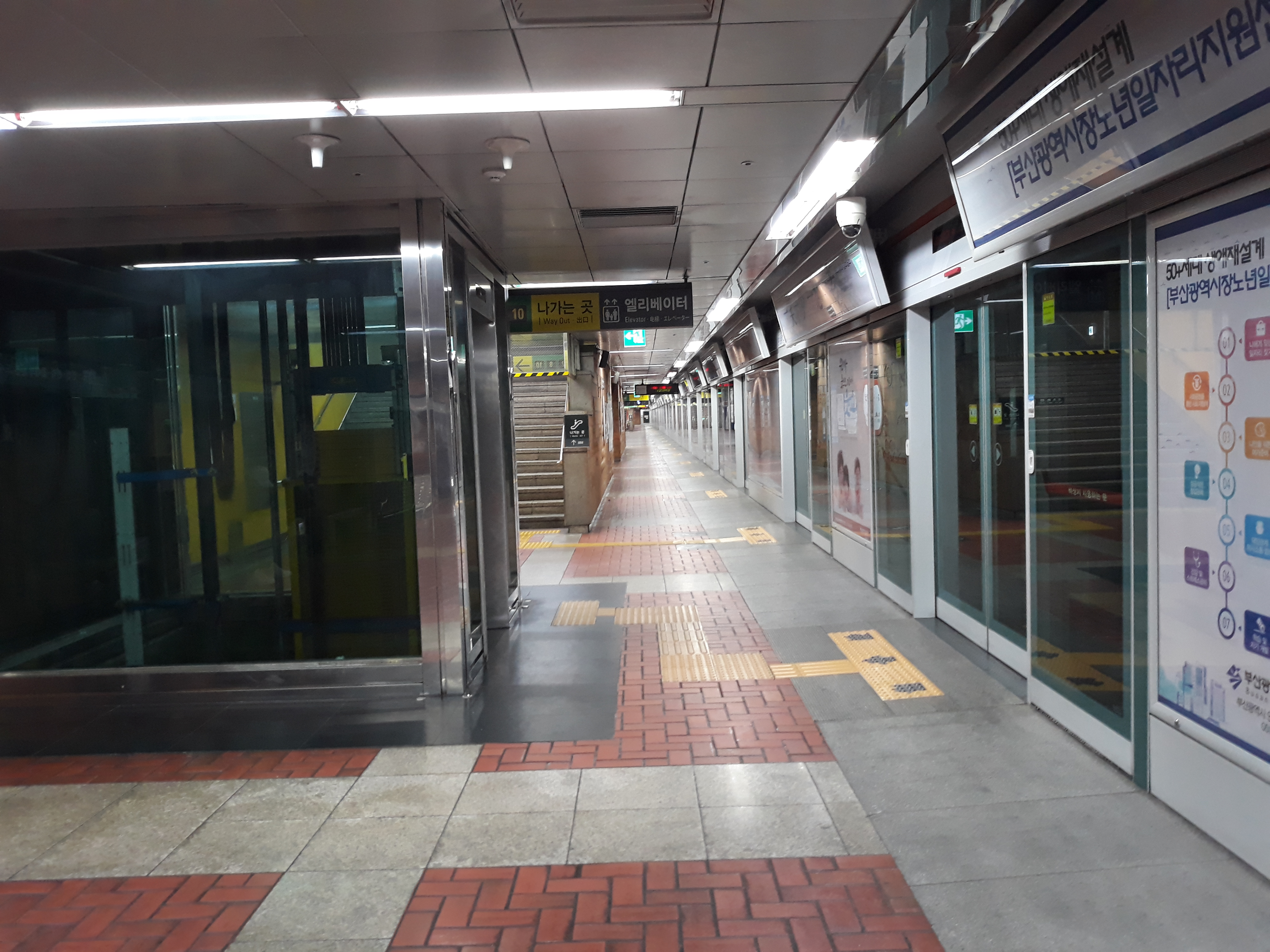
下りホーム（2018年5月）
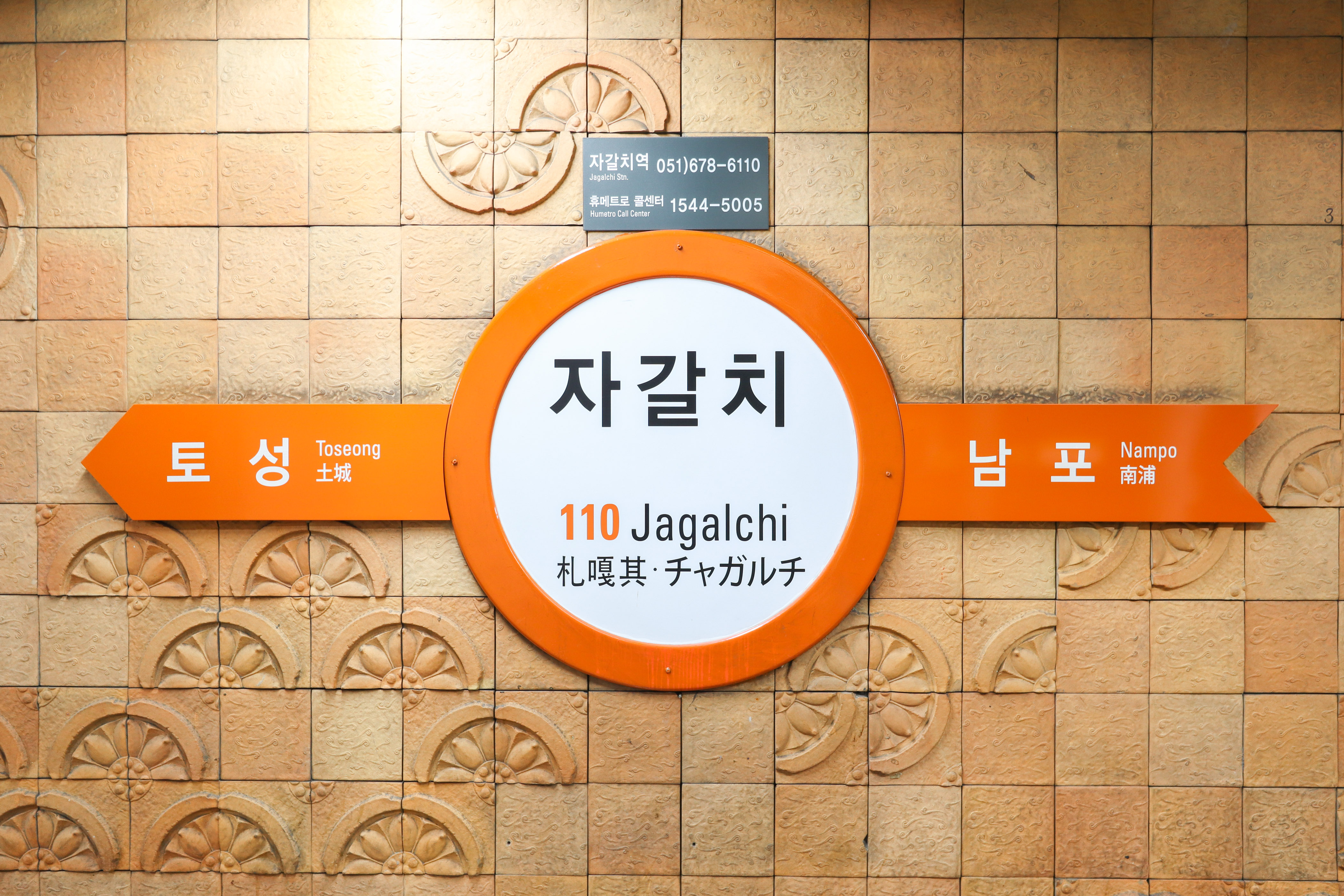
駅名標

### のりば
| 上り | 1号線 | 多大浦海水浴場方面 |
| 下り | 1号線 | 老圃方面           |

## 歴史
- 1988年5月19日 - 1号線西大新洞 - 中央洞間開通と同時に開業。

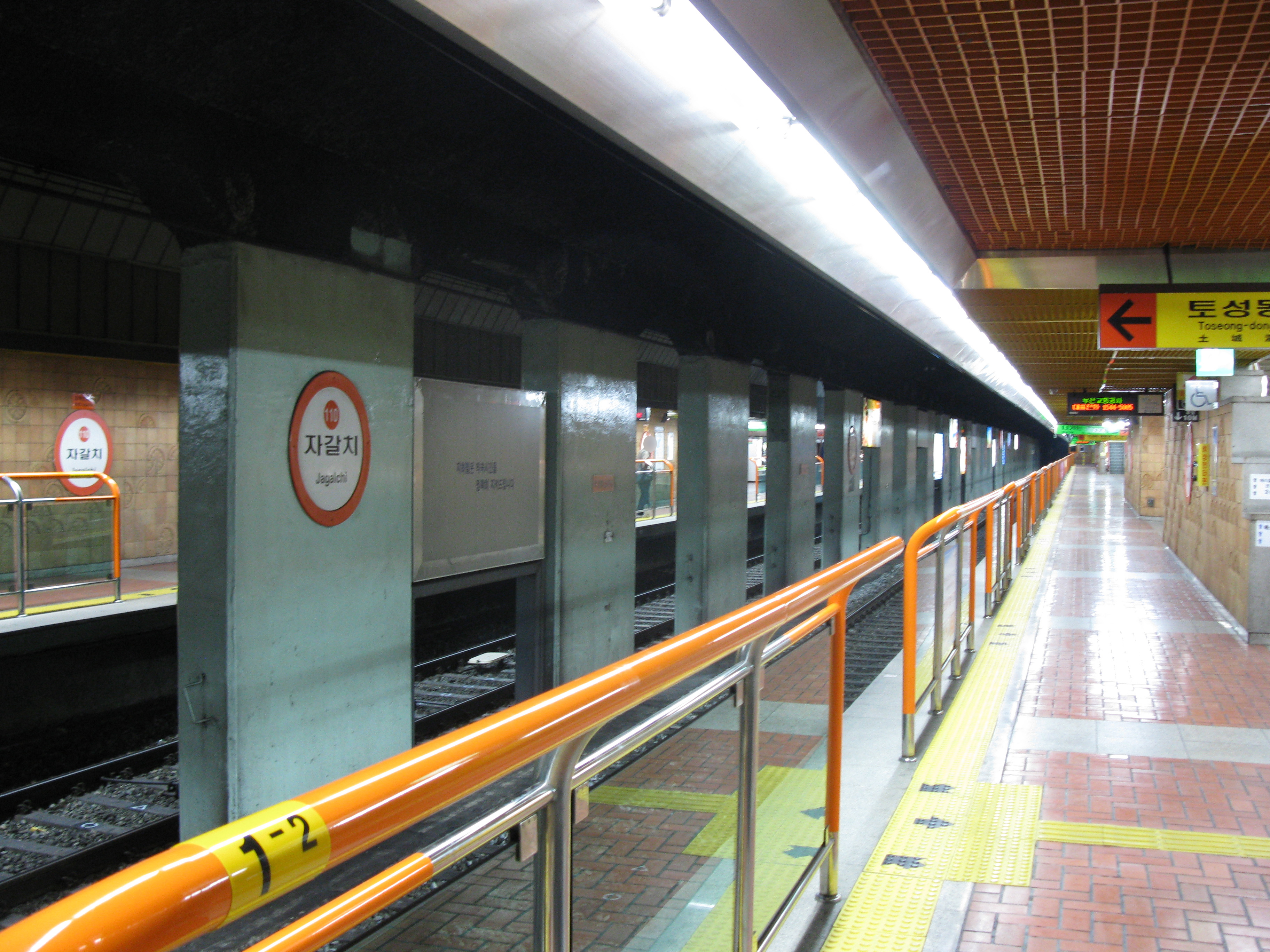
ホームドア設置前（2009年2月）

## 駅周辺
周辺には市場が多く存在する。
- 中部牽引車保管所
- 西区庁
- 韓国電力公社中釜山支店
- BIFF広場
- チャガルチ市場
- 国際市場
- 新東亜水産物市場
- 釜山共同魚市場
- 釜山劇場
- 新天地百貨店
- KEBハナ銀行忠武路支店

## 隣の駅
釜山交通公社
 1号線
土城駅 (109) - チャガルチ駅 (110) - 南浦駅 (111)